# Roko Leni Ukić
Roko Leni Ukić (Split, 5. prosinca 1984.) hrvatski je profesionalni košarkaš. Igra na poziciji razigravača, a trenutačno je član hrvatske momčadi KK Splita. Izabran je u 2. krugu (41. ukupno) NBA drafta 2005. od strane Toronto Raptorsa.

## Karijera

### Split
Košarku je Ukić počeo igrati 1992. u KK Splitu. S kadetima Splita dvaput je osvojio nacionalno prvenstvo te je 2002. izabran za MVP-ja prvenstva. Isto ponavlja i u juniorskoj konkurenciji, a 2002. predvodi hrvatsku juniorsku reprezentaciju do zlatne medalje na Europskom prvenstvu u Stuttgartu, gdje je u prosjeku postizao 19,1 koš uz 5,7 asistencija te je uvršten u najbolju petorku prvenstva. Iduće godine odlične igre pruža i na Svjetskom prvenstvu za mlade gdje je ponovno izabran u petorku prvenstva, koju uz njega čine Andrew Bogut, Linas Kleiza, J.J Barea i Kostas Vassiliadis.
Ukić se sa samo 16 godina pridružio prvoj momčadi Splita. Za seniorsku je momčad prvoligaški debi imao 14. listopada 2000. godine, u pobjedi Split Croatia osiguranja protiv Šibenika (93:79). Ukić je u pobjedu ugradio pet poena, za što je nagrađen ovacijama 1200 gledatelja na Gripama.
U Splitu ostavlja velik trag iako je uglavnom nastupao kao tinejdžer. Već sa 17 godina postaje kapetanom Splita, te kroz pet godina igranja ulazi među najboljih deset strijelaca tog nekad trofejnog europskog kluba. Sa Splitom osvaja naslov prvaka Hrvatske 2003. te Kup Hrvatske 2004. Taj kup u Zadru posebno je upečatljiv s obzirom na to da je u polufinalu pobijeđena Cibona, a u finalu favorizirani Zadar 82:80. Pobjednički koš sa zvukom sirene postiže upravo Ukić. Osvojeni Kup 2004. godine ujedno je i posljednji trofej u vitrinama KK Splita. Godine 2005. ima statistički najbolju sezonu gdje u hrvatskom prvenstvu postiže 23.7 koševa po utakmici i uz titulu najboljeg strijelca osvaja nagradu za košarkaša godine po izboru Sportskih novosti. Ukić se vratio u Split 2021. godine nakon raskida ugovora s Cedevitom

### TAU Cerámica
Za Split je igrao do 2005. i prosječno je postizao 19,8 poena i 4,3 asistencije. Te se godine odlučio prijaviti na NBA draft, te je izabran u 2. krugu (41. ukupno) od strane Toronto Raptorsa. Ukić ipak nije želio otići u NBA, gdje bi vjerojatno sjedio na klupi te je radije ostao u Europi kako bi se pridružio nekoj jakoj europskoj momčadi. Potpisao je te 2005. ugovor sa španjolskom TAU Cerámicom, uz veliku odštetu od 700.000 €.
U Vitoriji, nakon početnih poteškoća, brzo postaje važnim kotačićem momčadi te postaje prvi Hrvat izabran za najkorisnijeg igrača kola u ACB ligi. To je postigao sjajnom izvedbom kada je Valladollidu ubacio 27 poena. Osvaja Kup Kralja, a sjajne igre nastavlja prikazivati i u doigravanju, gdje predvodi TAU Cerámicu do finala.

### Barcelona
Sljedeće sezone odlazi u Barcelonu. U katalonskom velikanu ima prosječnu sezonu te se nikako ne uspijeva ustaliti kao starter u momčadi trenera Duška Ivanovića. Ponovno osvaja Kup Kralja, te gubi finale doigravanja od Real Madrida.

### Lotomatica
U ljeto 2007. Ukić odlazi na jednogodišnju posudbu u talijansku Lottomaticu, gdje mu je trener bio Jasmin Repeša. To se pokazalo kao izvrstan potez, jer u Rimu igra sjajno, predvodeći Lottomaticu do drugog kruga Eurolige, gdje prosječno postiže 13,3 poena i 3,4 asistencije po utakmici. S klubom ulazi i u finale doigravanja talijanskog prvenstva, gdje je Montepaschi Siena ipak bila prejaka. Prvi put u karijeri imao je konstantnu minutažu i učinak tijekom cijele sezone, a najbolje igre pružio je protiv Partizana (23 poena) u Euroligi, te Cantua (27 poena) u Serie A.

### Toronto Raptors
Nakon isteka ugovora s Barcelonom, odlučio je otići preko bare. U srpnju 2008. Ukić potpisuje trogodišnji ugovor s Toronto Raptorsima, gdje je bio zamjena José Calderónu na mjestu razigravača i postao jedini Hrvat koji je igrao u tom elitnom natjecanju u sezoni 2008./09. 
Ukić je odigrao solidnu rookie sezonu i zabilježio nekoliko zapaženih NBA nastupa, od čega je upečatljiv onaj protiv San Antonio Spursa, koji završava s rekordom NBA karijere - 24 poena - uključujući i pet važnih poena za pobjedu. Nakon svršetka sezone Raptorsi su dosta izmijenili svoju momčad, nakon što su na draftu uzeli DeMara DeRozana te potpisali Jarretta Jacka.

### Milwaukee Bucks
Ukić je mijenjan u Milwaukee Buckse, gdje je na njegovom dolasku inzistirao glavni trener Scott Skiles. Od 13 utakmica u koliko je nastupio za Buckse u sezoni 2009./2010., najbolja je bila ona protiv bivšeg kluba. Toronto Raptorsima Ukić je zabio 17 poena, uz četiri asistencije za 25 minuta na parketu.
5. siječnja 2010. Ukić je na vlastiti zahtjev otpušten iz Bucksa jer nije bio zadovoljan minutažom.

### Fenerbahçe Ülker
Ukić je nakon mnogo nagađanja potpisao dvogodišnji ugovor s Fenerbahçeom. U Feneru je imao odličnu sezonu 2009./2010., a najbolje igre prikazuje u doigravanju. Bio je jedan od zaslužnijih što je istanbulski klub osvojio nacionalno prvenstvo 2010. godine porazivši u finalnoj seriji Efes Pilsen s 4-2. U trećoj utakmici finala Ukić je postigao deset poena, uključujući i pobjednički koš za 72:70 samo 12,5 sekundi prije kraja susreta. U šestoj utakmici s 15 poena i četiri asistencije odveo je Fener do pobjede od 76:51.
Fenerbahçe je 2010. godine osvojio i turski kup, prvi nakon 43 godine, a Ukić je u finalu protiv Mersina (72:68) zabio 11 poena. Osim Ukića, kup je u dresu Fenera osvojio još jedan hrvatski košarkaš. Radi se o Gordanu Giričeku, koji je u finalu postigao devet poena. 
U sezoni 2010./2011. Ukiću su se u istanbulskom klubu pridružili Marko Tomas i trener Neven Spahija, a u obrani naslova pobjednika kupa Fener je pobijedio Bešiktaš s 81:72. Ukić je još jednom bio najbolji u finalu turskog prvenstva, ovaj put protiv Galatasaraya. Serija je završila s 4-2 za Fenerbahçe, a Ukić je izabran za najkorisnijeg igrača turskog playoffa. To je ujedno bila i najbolja Ukićeva sezona u Euroligi, gdje je zabijao 13,2 poena po susretu, uz 3,5 asistencija i 2,5 skokova, no Fenerbahçe je ispao u Top 16 fazi. 
U sezoni 2011./2012. Ukić je imao problema s ozljedama. Početak sezone propustio je zbog stres frakture stopala, a početkom 2012. godine morao je pauzirati mjesec dana zbog slomljenog prsta.

### Panathinaikos BC
Iako je imao ponude Laboral Kutxe, Unicaje iz Malage, Uniksa iz Kazanja, Ukić je u srpnju 2012. potpisao dvogodišnji ugovor s grčkim Panathinaikosom. Postao je sedmi hrvatski košarkaš u tom klubu, nakon Stojka Vrankovića, Damira Mulaomerovića, Dina Rađe, Andrije Žižića, Arijana Komazeca i Nikše Prkačina. 
U prvoj sezoni u klubu, jedan je od najzaslužnijih za osvajanje dvostrukog naslova u Grčkoj. U finalu grčkog kupa Panathinaikos je svladao K.A.E. Olympiakos s 81:78, a Ukić je s 18 postignutih poena proglašen najkorisnijim igračem susreta. U finalu grčkog doigravanja, Panathinaikos je s 3-0 nadigrao Olympiakos, a Ukić je bio najbolji strijelac svoje momčadi u finalnoj seriji. Posebno impresivna bila je druga utakmica, koju je Panathinaikos dobio sa 63:52 uz 17 poena Ukića za 23 minute na terenu.
Ukić je u sezoni 2012./2013. nastupio u 28 utakmica u Euroligi, uz prosjeke od 8,9 poena, 2,8 asistencija i 2,7 skokova po susretu, a proglašen je za najkorisnijeg igrača 8. kola Top 16 faze Eurolige, nakon što je u pobjedi Panathinaikosa u gostima kod Žalgirisa (73:78) postigao 21 poen, uz šest asistencija, četiri skoka i ukupnu valorizaciju 28. Ukić je sam poslije susreta priznao da je osjećao bol u leđima, a zbog tableta koje je dobio za ublažavanje boli, u posljednjoj minuti utakmice čak je i povratio pored klupe Panathinaikosa.

## Hrvatska košarkaška reprezentacija
Ukić članom seniorske izabrane vrste postaje već 2002. s nepunih 17 godina. Nastupa na Eurobasketima 2005., 2007., 2009. i 2013. te na Olimpijskim igrama u Pekingu 2008. i Svjetskom prvenstvu u Turskoj 2010.Također kao kapetan reprezentacije,predvodi Hrvatsku na Eurobasketu 2015 i 2017, te na Svjetskom prvenstvu 2014 i Olimpijskim Igrama u Rio de Janieru 2016.

### EuroBasket 2005
Na Europskom prvenstvu u Srbiji i Crnoj Gori, Ukić je u prve četiri utakmice hrvatske reprezentacije igrao ukupno 14 minuta. U četvrtfinalu protiv Španjolske izbornik Neven Spahija dao mu je 24 minute na terenu. Ukić je bio ponajbolji hrvatski igrač, a 11 od svojih 15 poena postigao je u trećoj četvrtini. Ipak, Hrvatska je poražena u produžetku sa 101:85. U razigravanju od petog do osmog mjesta Ukić je Sloveniji zabio devet, a Rusiji 16 poena uz sedam asistencija, pa je Hrvatska završila prvenstvo na sedmom mjestu.

### EuroBasket 2007
Pod vodstvom Jasmina Repeše Hrvatska je na Europskom prvenstvu u Španjolskoj osvojila šesto mjesto i tako izborila dodatne kvalifikacije za nastup na Olimpijskim igrama u Pekingu. Ukić je nastupio u svih devet utakmica, a prosječno je zabijao 6,4 koša po susretu, uz 1,9 asistencija. Najbolja utakmica bila mu je protiv Portugala (12 poena), a dvoznamenkast broj koševa postigao je i protiv Izraela i Grčke (po deset poena). Gostujući u emisiji Zakucavanje na Sportskoj televiziji u studenom 2012. godine, Ukić je rekao da ovaj EuroBasket smatra najgorim periodom karijere: "Kad igram slabo, reći ću da igram slabo. Činjenica je da sam neke od najgorih utakmica u životu odigrao baš u reprezentaciji. Cijelo prvenstvo 2007. godine u Španjolskoj bilo je jako loše, to je bio stvarno moj najgori period košarke koji sam igrao u životu."

### Olimpijske igre 2008
Hrvatska reprezentacija u ljeto 2008. godine nastupila je u Ateni na kvalifikacijskom turniru za plasman na Olimpijske igre u Pekingu. Ukić je propustio prvu utakmicu i pobjedu nad Kamerunom od 93:79. U drugom kolu Hrvatska je protiv Portorika zahvaljujući Ukiću preokrenula zaostatak od 17 poena i pretvorila ga u pobjedu od 14 razlike (95:81). Ukić je uz 12 poena uhvatio šest skokova i podijelio pet asistencija, čime je bio najbolji asistent i skakač Hrvatske. Hrvatska je u četvrtfinalu kvalifikacijskog turnira izbacila Kanadu (83:62), a u polufinalu pobjedom nad Njemačkom (76:70) izborila prvi nastup na Olimpijskim igrama nakon Atlante 1996. godine.
Na Olimpijskim igrama Ukić je odigrao šest utakmica, uz 7,5 poena, 3,5 skokova i 2,8 asistencija po utakmici. Australiji je zabio devet poena, Rusiji sedam, Argentini pet, a najbolji učinak imao protiv Litve s 13 poena. Protiv Irana je uz četiri koša imao i osam asistencija, a u četvrtfinalu protiv Španjolske zabio je sedam koševa za 20 minuta na terenu. 

### EuroBasket 2009
I u Poljskoj je Hrvatska osvojila šesto mjesto na Europskom prvenstvu, a Roko Ukić odigrao je svoj najbolji EuroBasket. Za 27,4 minute po utakmici ostvarivao je učinke od 13,6 poena, 3,8 asistencija i 2,3 skoka. U četvrtfinalu protiv Slovenije Ukić je igrao protiv Jake Lakoviča, nekadašnjeg suigrača iz Barcelone. Osim što je ostavio Lakoviča na samo šest poena u prvom poluvremenu, istovremeno je bio najbolji hrvatski strijelac sa 16 koševa u prvih 20 minuta, a Hrvatska je vodila s 47:32 pred sam kraj poluvremena. U nastavku je Slovenija došla do pobjede od 67:65 i još jednom ostavila Hrvatsku bez polufinala. Ukić je uz 21 koš imao i pet asistencija i četiri osvojene lopte, a za 35 minuta u igri nije izgubio nijednu loptu. 
Iako je razočaran nakon još jednog teškog poraza u reprezentativnom dresu rekao da mu se "košarka ne igra narednih mjesec dana", Ukić je samo dan poslije poraza od Slovenije i Rusiji postigao 18 poena uz osam asistencija, čime je odveo Hrvatsku do pobjede od 76:69 i prvog plasmana na Svjetsko prvenstvo još od 1994. godine. 

### Svjetsko prvenstvo 2010
Pod vodstvom novog izbornika Josipa Vrankovića, Roko Ukić doživio je ozljedu stopala na pripremnom turniru u Njemačkoj, no točnu dijagnozu dočekao je tek po povratku u Fenerbahçe. Cijelo Svjetsko prvenstvo odigrao je pod tabletama, a u šest utakmica ostvarivao je prosjeke od 8,8 poena, 3,5 asistencija i 2,7 skokova po susretu. Kao i godinu dana prije u Poljskoj, opet je najbolju utakmicu odigrao protiv Slovenije, ali Hrvatska je doživjela poraz i s Ukićevih 20 poena i sedam asistencija.
U osmini finala protiv Srbije postigao je 11 poena uz četiri skoka i četiri asistencije, a Hrvatska je porazom od 73:72 Svjetsko prvenstvo zaključila na 14. mjestu. Poslije turnira, Ukić je javno izrazio svoje frustracije: "Ne zanima me više dolaziti u reprezentaciju i moliti Boga da prođem skupinu. Ako ne mogu doći s visokim ciljem, više neću igrati. Ako ne mogu dobiti, ako nisam dovoljno dobar kao čovjek, kao igrač, kao pojava na terenu, hvala lijepa. Bolje pustiti momku od 15 godina da si krči put. Nema smisla svake godine biti šesti, a to je moja realnost. Ta mjesta nikog ne zanimaju."[

### EuroBasket 2013
Europsko prvenstvo 2011. godine Ukić je propustio zbog stres frakture stopala. Godinu dana poslije bio je kapetan reprezentacije koja je u kvalifikacijama za EuroBasket 2013 ostvarila osam pobjeda u isto toliko utakmica. Na putu prema prvom mjestu u skupini Ukić je sudjelovao s 11,3 poena, 4,8 asistencija i 2,6 skokova po susretu. 
Ukić je na Europskom prvenstvu u Sloveniji također bio kapetan reprezentacije, a cijeli je turnir odigrao s parcijalnim rupturama obiju Ahilovih tetiva. Ukić je bio deseti asistent EuroBasketa (3,2 asistencija po susretu) te šesti po odigranim minutama po utakmici (30,5). U 11 utakmica bilježio je 8,7 poena, 4,4 skoka i 3,2 asistencije po utakmici, a Hrvatska se prvi put nakon 1995. godine plasirala u polufinale Europskog prvenstva.

## Privatni život
Ukić je oženjen Tamarom, s kojom ima kćer Saru, te sina Luku. Nikad nije bio poznat po medijskim istupima, živi prilično mirnim i povučenim životom tako da se o njegovom djelovanju van košarke jako malo zna. Otac mu je Zoran Ukić, bubnjar grupe Daleka obala, sada The Obala. Roko svira bubnjeve u slobodno vrijeme.

## NBA statistika

### Regularni dio
| Godina    | Klub      | Odig. uta. | Uta. poč. | Min. | 2P%  | 3P%  | Sl. bac.% | Skok. | Asist. | Ukr. lop. | Blok. | Poena |
| --------- | --------- | ---------- | --------- | ---- | ---- | ---- | --------- | ----- | ------ | --------- | ----- | ----- |
| 2008./09. | Toronto   | 72         | 0         | 12.4 | .380 | .177 | .733      | 1.0   | 2.1    | .4        | .0    | 4.2   |
| 2009./10. | Milwaukee | 13         | 0         | 7.5  | .467 | .25  | .818      | .2    | .9     | .1        | .0    | 3.1   |
| Ukupno    |           | 85         | 0         | 11.6 | .387 | .189 | .746      | 0.9   | 1.9    | .4        | .0    | 4.0   |

## Vanjske poveznice
- Profil na Euroleague.net
- Profil na EuroBasket2013.org
- Profil na NBA.com
- Profil na kosarka.hr[neaktivna poveznica]
- Profil na Espn-u